# Departamento de Kobenni
Kobenni es un departamento de la región de Hodh el Gharbi, en Mauritania. En marzo de 2013 presentaba una población censada de 92 690 habitantes. Está formado por las siguientes comunas, que se muestran asimismo con población de marzo de 2013:
- Gougui Zemmal 13,125
- Hassi Ehl Ahmed Bechne 14,107
- Kobenni 11,833
- Leghlig 9,968
- Mobidougou 16,550
- Timzine 14,187
- Voulaniya 12,920[1]